# Lafayette, Louisiana

Stadens flagga.

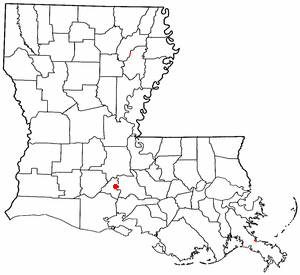
Lafayette på Louisiana-kartan.

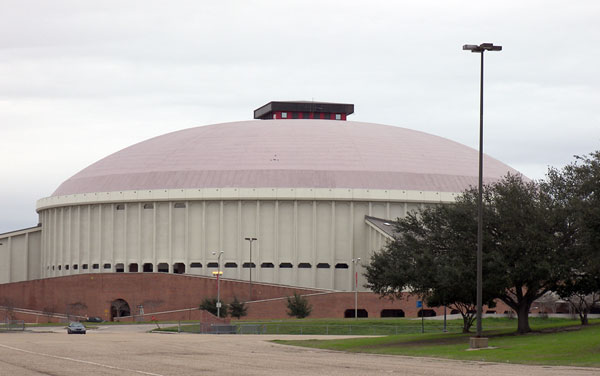
Cajundome i Lafayette.

Lafayette (franskt uttal: [lafajɛt]) är en stad vid Vermilion River i Lafayette Parish, i den amerikanska delstaten Louisiana. Lafayette är administrativ huvudort i Lafayette Parish. Staden är den fjärde största i delstaten. Man hade 2020 drygt 120 000 invånare i själva stadskommunen, med det fyrdubbla i storstadsområdet.
Lafayette är den största staden i det cajun-kulturella området i södra Louisiana, och bland annat har zydeco-musiken Lafayette som sitt centrum.

## Historia
Orten etablerades som stad 1824, då under namnet Vermilionville. Den bytte 1884 namn till Lafayette, med namn efter markisen av Lafayette. Området präglades då av cajun-kulturen efter den stora inflyttningen 1763 av deporterade från det till sjuårskriget franskkontrollerade Akadien.
Fram till andra världskriget karaktäriserades Lafayette av områdets intensiva odling av sockerrör, bomull och majs. Efter kriget utvecklades staden till ett resurscentrum för södra Louisianas expansiva olje- och gasindustri.

## Ekonomi och transporter
I Lafayette finns sedan 1952 Haymann Oil Center, ett industriområde med fokus på många företag inom petroleumsektorn. Staden är fortfarande ett viktigt nav för distribution av produkter relaterade till bomull, socker, virke och boskap.

### Kommunikationer
- Flyg: Lafayette Regional Airport (LFT), sydost om staden.
- Motorvägar: I-10 och I-49.
- Tåg: Amtrak Sunset Limited kör till städer som Orlando, Florida, New Orleans, Louisiana och Los Angeles, Kalifornien.

## Demografi
Stadskommunen Lafayette hade 2020 drygt 121 000 invånare, en ökning med ett tusental personer sedan folkräkningen tio år tidigare. Under decenniet ökade dock invånarantalet i storstadsområdet (Metropolitan area)) från 274 000 till 478 000.
Stadens cajun-historia hörs fortfarande i den lokala, franskpåverkade dialekten av engelska, liksom en mängd lokala inslag av det franska språket. Petroleumindustrin har dock lett till ökad inflyttning och en mer mångkulturell mix.
Lafayette är sedan 1836 säte för ett romersk-katolskt stift.

## Kultur
I staden firas Mardi Gras med en lokal karneval varje år. Det närbelägna Acadian Village fungerar som ett friluftsmuseum med byggnader och andra exempel på stadsmiljön i början av 1800-talet.
Lafayette är den största staden i det cajun-kulturella området i södra Louisiana. Zydeco-musiken beteckar Lafayette som sitt historiska centrum.

### Utbildning
University of Louisiana at Lafayette är delstatens näst största högskoleinstitution – efter Louisiana State University – med drygt 19000 studenter. Man är del av högskolesystemet University of Louisiana. Universitetet grundades 1898, då som Southwestern Louisiana Industrial Institute.

### Massmedier
Tidningar:
- The Daily Advertiser, daglig tidning
- The Independent Weekly, utkommer varje vecka
- The Times of Acadiana, utkommer varje vecka
- The Vermillion, tidning för studenter

### Sport
College football-laget Louisiana Ragin' Cajuns har sin hemmaarena i Lafayette. Staden är också hem åt Lafayette Bayou Bulls, ett halvprofessionellt amerikansk fotboll-lag som startade 2003. Mellan 1995 och 2005 var Lafayette även hem åt Louisiana IceGators i serien ECHL ishockey.
Här är även världsrekordhållaren i stavhopp Armand Duplantis född och uppvuxen.